# Zetge
Zetge is een historisch merk van motorfietsen.
De bedrijfsnaam was: Zimmer & Gehlich, Zetge-Fahrzeugwerke, Moys-Görlitz, later Görlitz en Dresden (1912-1923).
Dit was een Duits merk dat primitieve tweetakten met 142- en 173 cc DKW-blokken maakte, maar ook 500 cc eencilinders en 600- en 750 cc tweecilinders. De werknemers zetten later het bedrijf voort onder de naam Zegemo onder leiding van de nieuwe eigenaar H. Knipp.

## Zegemo
De voormalige werknemers van Zetge bouwden bij dit bedrijf in 1924 en 1925 motorfietsen met de 248 cc Baumi-inbouwmotor.
Het was nu een van de vele bedrijfjes die in de jaren na de Eerste Wereldoorlog begonnen met de bouw van eenvoudige, lichte motorfietsjes om te voorzien in de vraag naar goedkope transportmiddelen. Rond 1923/1924 ontstonden ruim 200 van deze merken in Duitsland, maar door de enorme concurrentie waren ze veroordeeld tot een kleine klantenkring, voornamelijk in de eigen regio. Ze kochten kant en klare inbouwmotoren van andere merken, maar de Baumi-inbouwmotor was daarbij niet erg gangbaar.
Intussen begonnen grotere bedrijven ook meer motorfietsen te produceren, waarbij vooral Zündapp, Hercules en DKW de markt voor lichtere motoren bedienden. Zij konden een dealernetwerk opbouwen en door de grotere productie-aantallen ook goedkoper produceren.
Alleen al in het jaar 1925 verdwenen ruim 150 van deze kleine merken van het toneel, waaronder Zegemo.